# Avenue Georges-Clemenceau (Reims)
Pour les articles homonymes, voir Avenue Georges-Clemenceau.
L' avenue Georges-Clemenceau  est une voie de la commune de Reims, située au sein du département de la Marne, en région Grand Est.

## Situation et accès
Elle relie les boulevards Saint-Marceaux et Pommery.

## Origine du nom
Cette rue honore Georges Clemenceau, homme politique français qui joua un rôle important lors de la Grande guerre qui marqua Reims.

## Historique
Après avoir porté le nom de « rue de la Suippe » elle prend sa dénomination actuelle en 1930.

## Bâtiments remarquables et lieux de mémoire
- Lycée Georges-Clemenceau (Reims).
- Musée automobile Reims Champagne.

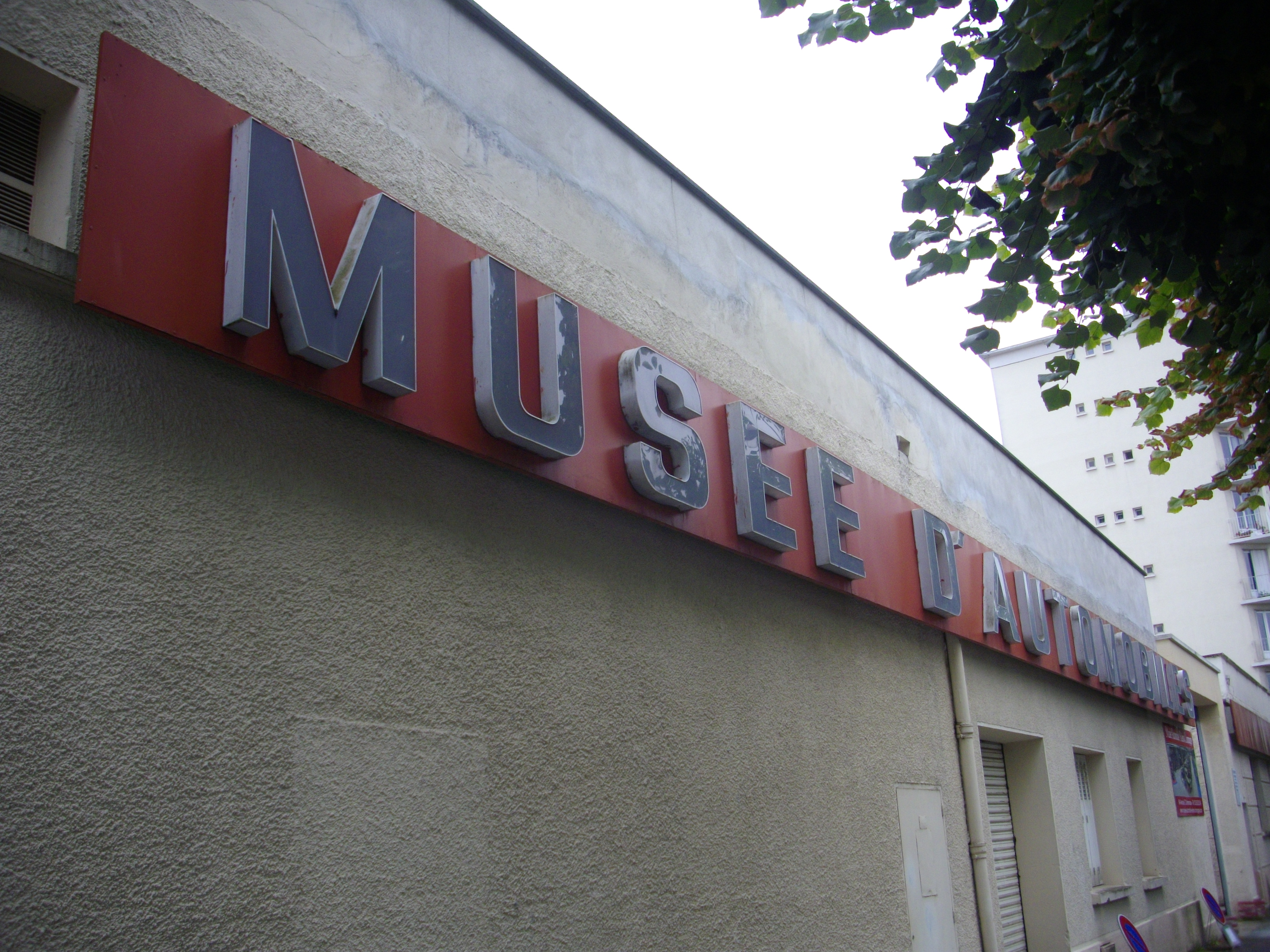
Musée de l'automobile.
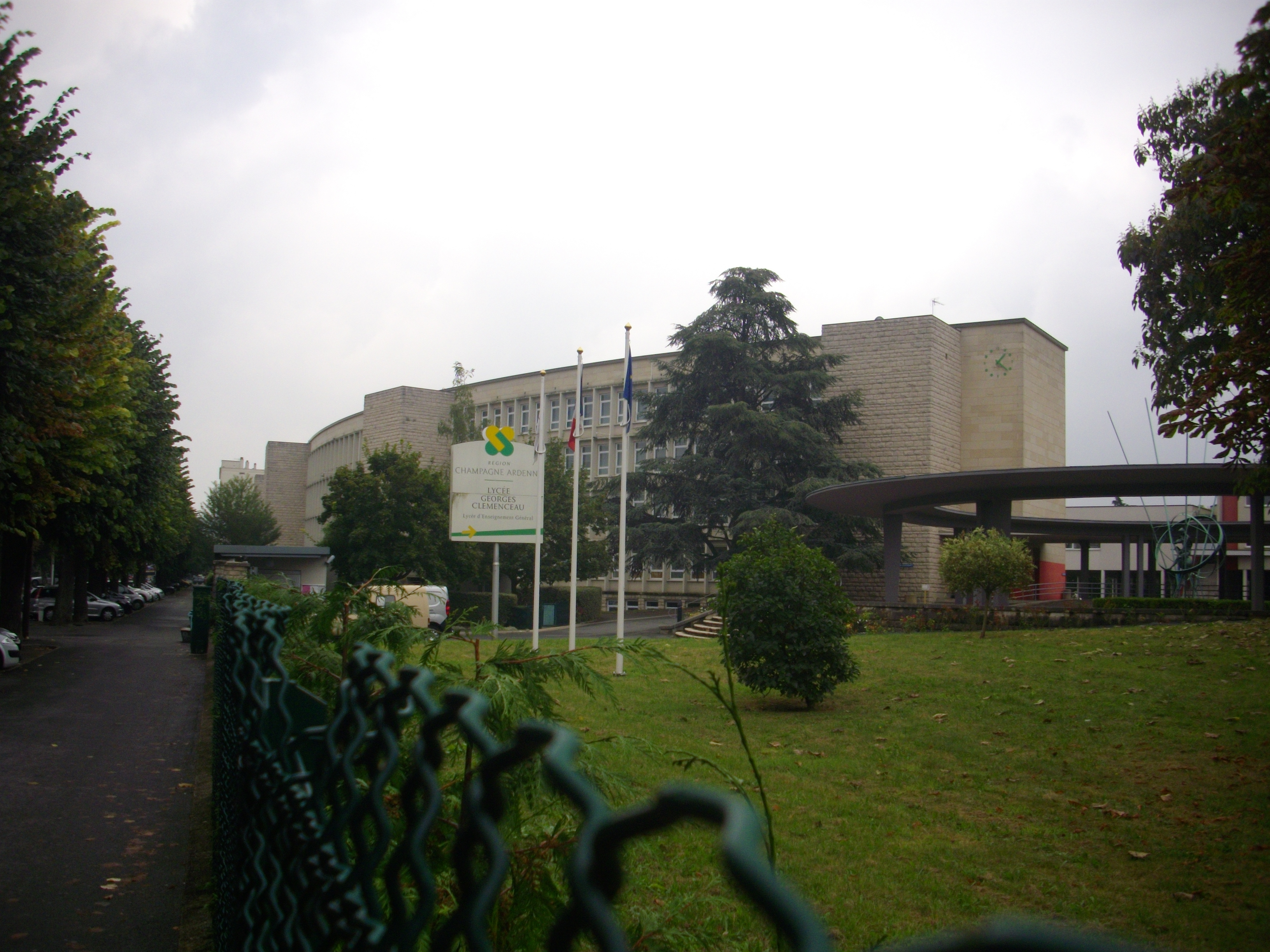
Lycée Clemenceau.